# Louguan (köpinghuvudort i Kina, Shaanxi, lat 34,09, long 108,30)
Louguan (kinesiska: 楼观, 楼观镇) är en köpinghuvudort i Kina. Den ligger i provinsen Shaanxi, i den nordvästra delen av landet, omkring 59 kilometer väster om provinshuvudstaden Xi'an. Antalet invånare är 46 642. Befolkningen består av 22 390 kvinnor och 24 252 män. Barn under 15 år utgör 16,0 %, vuxna 15-64 år 74 %, och äldre över 65 år 9,0 %.
Runt Louguan är det ganska tätbefolkat, med 199 invånare per kvadratkilometer. Närmaste större samhälle är Zhongnan, 8,2 km nordost om Louguan. Trakten runt Louguan består till största delen av jordbruksmark.
Genomsnittlig årsnederbörd är 668 millimeter. Den regnigaste månaden är september, med i genomsnitt 143 mm nederbörd, och den torraste är december, med 1 mm nederbörd.